# Le Noyer-en-Ouche
Le Noyer-en-Ouche is een plaats en gemeente in het Franse departement Eure in de regio Normandië en telt 200 inwoners (1999). De gemeente maakt deel uit van het arrondissement Bernay.
Le Noyer-en-Ouche maakte deel uit van het kanton Beaumesnil tot het op 22 maart 2015 werd opgeheven en de gemeenten werden opgenomen in het op die dag gevormde kanton Bernay. Op 1 januari 2016 fuseerden de andere gemeenten gemeenten die tot het kanton hadden gehoord tot de huidige gemeente Mesnil-en-Ouche maar Le Noyer-en-Ouche bleef zelfstandig.

## Geografie
De oppervlakte van Le Noyer-en-Ouche bedraagt 11,1 km², de bevolkingsdichtheid is 18,0 inwoners per km².
De onderstaande kaart toont de ligging van Le Noyer-en-Ouche met de belangrijkste infrastructuur en aangrenzende gemeenten.

## Demografie
Onderstaande figuur toont het verloop van het inwonertal (bron: INSEE-tellingen).